# Bouëx
Bouëx är en kommun i departementet Charente i regionen Nouvelle-Aquitaine i västra Frankrike. Kommunen ligger  i kantonen Soyaux som ligger i arrondissementet Angoulême. År 2022 hade Bouëx 845 invånare.

## Befolkningsutveckling
Antalet invånare i kommunen Bouëx
Referens:INSEE